# Joel Davel
Joel Davel (* im 20. Jahrhundert) ist ein US-amerikanischer Perkussionist, Instrumentenbauer und Komponist.

## Leben
Davel absolvierte eine Ausbildung in klassischer Perkussion an der Northern Illinois University und elektronischer Musikkomposition am Mills College. Seine Lehrer waren u. a. Rich Holly, Robert Chappell, Cliff Alexis, Tele Lesbines und Willie Winant. Er ist Partner von Paul Dresher im Dresher Davel Invented Instrument Duo, das auf speziellen Instrumenten wie dem Quadrachord und Hurdy Grande spielt. Das Duo hatte Auftritte in Russland und den USA – u. a. in der Zankel Hall der Carnegie Hall in New York und der Walt Disney Concert Hall in Los Angeles – und arbeitete mit Tanzformationen wie der Margaret Jenkins Dance Company, Nancy Karp + Dancers, der Allyson Green Dance Company und Shadowlight zusammen und bildet mit der Geigerin Karen Bentley und der Pianistin Lisa Moore das Paul Dresher Double Duo.
Weiterhin ist er Mitglied in Dreshers Electro-Acoustic Band, einem Ensemble, das direkt mit Komponisten wie Terry Riley, Fred Frith, Roger Reynolds, Martin Bresnick, Alvin Curran, David Lang, John Luther Adams, Ingram Marshall, Sebastian Currier und Steven Mackey zusammenarbeitet. Ab 1993 war er Partner des Pioniers für elektronische Musikinstrumente Don Buchla, nach dessen Tod er als leitender Designer von Buchla USA weiter arbeitete. Gemeinsam entwickelte sie u. a. die Music Controller Thunder, Lightning, Marimba Lumina und Piano Bar.
Seine Laufbahn als musikalischer Leiter und Darsteller-Perkussionist begann Davel beim Cream City Semi-Circus in Milwaukee, wo er über sieben Saisons von 1984 bis 1991 auftrat. Mit dem Tenor John Duykers realisierte er die Aufführung von Max Duykers’ Opern Apricots of Andujar und Both Eyes Open. Mit Gina Leishman komponierte er seine Solobegleitung zur Produktion All's Well That Ends Well des California Shakespeare Theater. Als Darsteller und Perkussionist trat er 2014 und 2015 in The Tempest und Peter and the Starcatcher des South Coast Repertory auf. Als Komponist und Lifemusiker war er auch an mehreren Produktionen von Claudine Naganumas dNaga Dance Company beteiligt. 
Regelmäßig arbeitet Davel mit Vân-Ánh Võs Blood Moon Orchestra zusammen. Aufnahmen spielte er u. a. mit Amy X Neuburg (2 Alben), der Geigerin Kaila Flexer (2 Alben), und dem Jazzgitarristen Jack West (4 Alben) ein.